# Chiesa di San Michele al Corso (Altamura)
La chiesa di San Michele al Corso è un luogo di culto cattolico di Altamura del XVII secolo.

## Descrizione

### Esterno
La chiesa ha una semplice facciata sulla quale spicca un finestrone rettangolare. La torre campanaria contiene due campane risalenti al XIX secolo: una più piccola, realizzata nel 1892, e una più grande del 1839.

### Interno
All'interno della chiesa sono conservate delle pregevoli tele settecentesche ed ottocentesche, tra cui la Madonna del Purgatorio di Francesco Guarini, il maggiore pittore di Gravina in Puglia. L'altare maggiore e il presbiterio sono in stile rococò.